# Bolimów
Bolimów je město v Polsku v Lodžském vojvodství v okrese Skierniewice. Je sídlem městsko-vesnické gminy. Město leží zhruba 14 kilometrů severně od Skierniewic a 58 kilometrů severovýchodně od Lodže. Název města dal jméno stejnojmennému krajinnému parku Bolimów. Městem protéká řeka Rawka. V roce 2024 zde žilo 895 obyvatel.

## Historie
Historie města sahá až do roku 1370, od kterého je považováno za město. Bolimów byl dokonce městem královským, a to až do rozdělení Polska, od roku 1815 se pak nacházel v ruské části Polska. Od roku 1773 se ve městě začali usazovat Židé. V roce 1794 čítala židovská obec celkem 33 obyvatel. Po Chmelnickém povstání a vyhnání z Rakouska se počet ortodoxních Židů ve městě zvyšuje. V roce 1800 žilo v Bolimówě 84 Židů. Vzhledem k rostoucímu počtu Židů byla v Bolimówě založena židovská komunita, vybudována zde byla taktéž synagoga.
Během 1. světové války, v období od prosince 1914 do července 1915, probíhala u Bolimowa frontová linie (která byla součástí větších bojů), táhnoucí se podél řek Rawka a Bzura. Dne 31. ledna 1915 zde německá armáda poprvé použila chemické zbraně. Ruské pozice byly ostřelovány dělostřeleckými granáty se symbolem T naplněné xylylbromidem, slzným činidlem, a množstvím chemických granátů označených „Ni“ (německy Nispulver ) – způsobující kýchání. Vzhledem k nízké teplotě vzduchu (−3 °C) se však tento plyn neodpařil, a proto se útok ukázal jako neúčinný.
O necelý půl rok později, 31. května 1915, došlo k největšímu plynovému útoku na východní frontě. Německé jednotky zde použily proti ruské armádě 264 tun kapalného chlóru, umístěného před ruskými zákopy. Toto množství bylo více než dvojnásobkem množství plynu použitého při plynovém útoku provedeném 22. dubna 1915 poblíž Ypres. Během zhruba hodiny zemřelo několik tisíc lidí (přesný počet není znám). Mnozí následně zemřeli v nemocnicích na otravu plynem. Celkem německý plynový útok zabil téměř 11 000 lidí.
V letech 1954–1972 obec patřila a byla sídlem úřadů obce Bolimów. V letech 1975–1998 město administrativně patřilo do Skierniewického vojvodství. Městská práva byla Bolimówě znovu udělena roku 2022.

## Památky
Národní památkový ústav Polska registruje v Bolimówě tyto památky:
- Památkově chráněné ochranné pásmo (tržiště s budovami, kaple...) převážně v centru města
- Farní kostel Nejsvětější Trojice, z let 1660–1667
- Římskokatolický hřbitov
- Kostel sv. Anny, postavený roku 1635
- Židovský hřbitov na ul. Warszawska
- Dům, sv. Farna č.p.14, dřevěná stavba

## Doprava
Samotným centrem města prochází silnice II/705, která je spojnicí měst Sochaczew a Skierniewice. Významnější dopravní stavbou na území města je však dálnice A2 „autostrada wolności“, která probíhá od západu k východu celým Polskem. Do Bolimówa na ni však není přímý sjezd.
Železniční doprava do města zavedena není, nejbližší železniční zastávkou je Jasionna Łowicka, vzdálená od města 5,5 kilometru. Autobusová doprava je do města zajišťována díky jedné zastávce v centru, odkud odjíždí autobusové spoje do přilehlých vsí.

## Zajímavosti

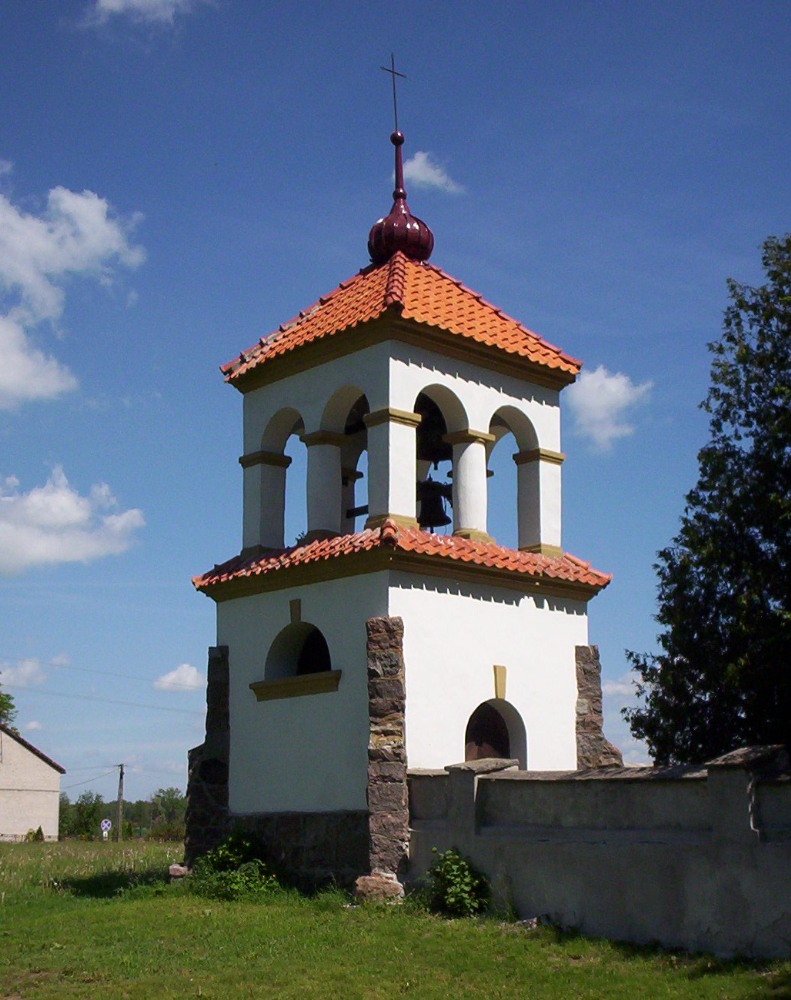
Zvonice v Bolimówě

- V Bolimowě byl zakoupen výherní tiket společnosti Lotto, provozující v Polsku regionální loterii. Šťastlivec na tento tiket vyhrál v září roku 2012 29 465 370,60 polských zlotých (v přepočtu zhruba 150 milionů českých korun. Šlo o čtvrtou největší výhru v této loterii. [5]
- Válečné události u města se staly předlohou několik literárních a filmových památek, kupř. kniha Łazarz (fr. Lazare), či film „Mračna smrti – Bolimów 1915“.